# みんなみんな
みんなみんなは、第72回（2005年度）NHK全国音楽コンクール小学校の部課題曲。作詞はまど・みちお、作曲は三善晃。

## 概要
曲全体の調はト長調→ホ長調→変ホ長調→ト長調→ホ長調→変ホ長調→ト長調→変イ長調→ト長調と転調が多く、そういった点で難しい曲。またところどころで斉唱とそうでないところがある。
歌詞の内容としては地球や宇宙は宝物である、またみんなを呼んでいるというのがおおまかなところである。
伴奏は、AパターンとBパターンがあるが、合唱、テンポは同じ。